# Bernhard May
Bernhard May (* 4. März 1783 in Guldental; † 16. Februar 1856 in Wiesbaden-Biebrich) war ein deutscher Müller und Revolutionär. Er war Mitglied des Vorparlaments.

## Leben

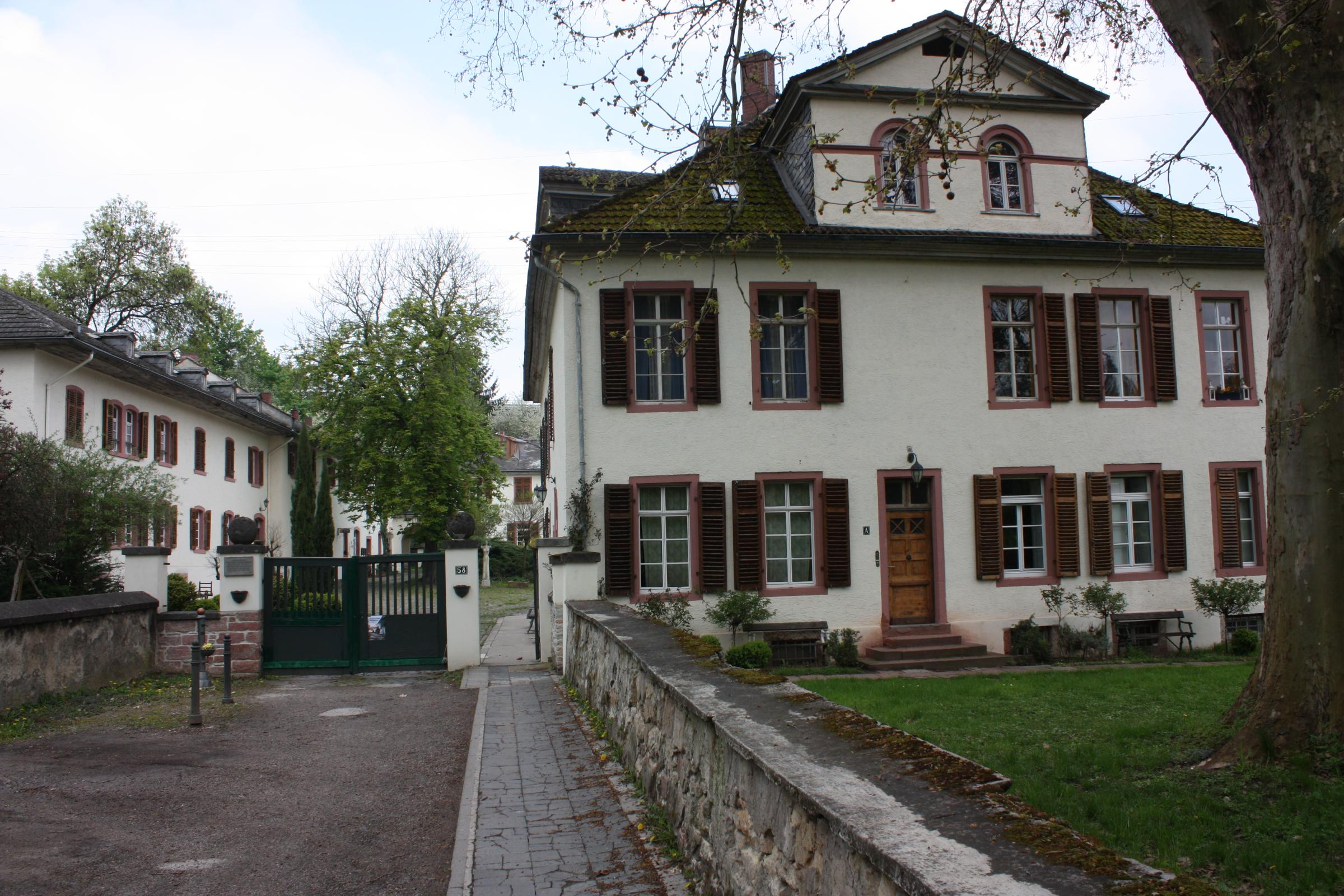
Eingang zur Hammermühle

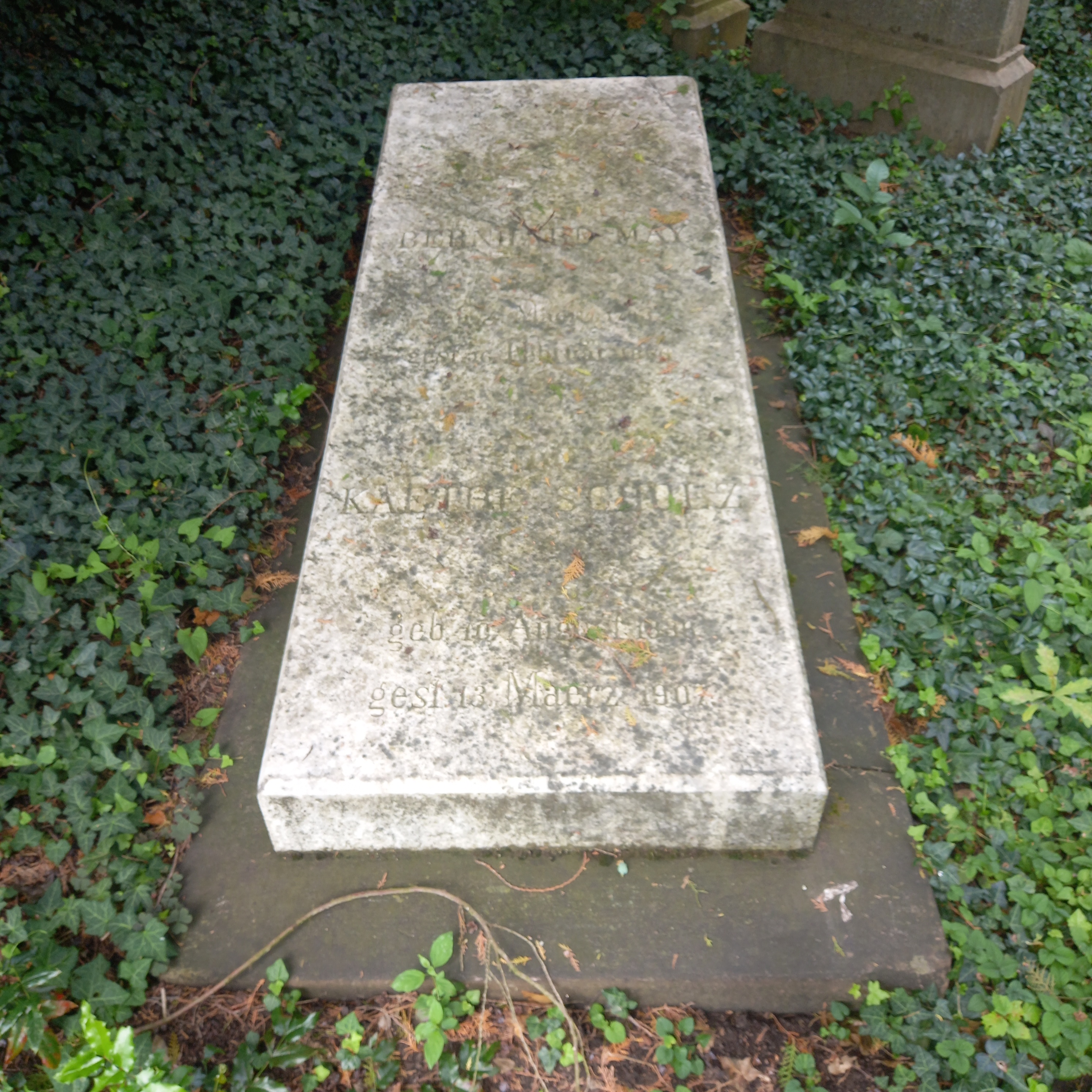
Das Grab von Bernhard May auf dem Friedhof Biebrich in Wiesbaden

Als Sohn eines Müllers im Hunsrück geboren, erlernte er das Handwerk des Vaters. Auf seiner Wanderschaft gelangte er ins benachbarte Ausland und schließlich nach Wiesbaden, wo er eine eigene Mühle pachtete, heiratete und Vater eines Sohns wurde. 1807 erwarb er nach einer Erbschaft die Hammermühle. Er modernisierte die heruntergewirtschaftete Mühle, erweiterte sie um landwirtschaftliche Flächen und etablierte sich als Großbauer. Ab 1819 belieferte May die Wiesbadener Garnison des Herzogtums Nassau mit Brot aus einer eigenen Bäckerei.
1821 wurde May in Mainz Mitglied der Freimaurerloge Die Freunde zur Eintracht. Der freisinnige May nahm 1832 am Hambacher Fest teil, weshalb der nassauische Herzog Wilhelm I. ihm den Lieferauftrag entzog. 1848 beteiligte sich May an der Deutschen Revolution und war Mitglied des Frankfurter Vorparlaments. In der Hammermühle empfing er in seiner „Herberge der Gerechtigkeit“ den Revolutionär Robert Blum, die Pianistin Clara Schumann und den Komponisten Johannes Brahms.
May starb 1856; drei Jahre später erwarb der Verleger Christian Scholz die Mühle, er hatte 1829 Mays Tochter Katharina geheiratet. Ihr Sohn war Bernhard Scholz.
Die Bernhard-May-Straße in Wiesbaden-Biebrich, die vom Ortskern zur Hammermühle führt, ist nach ihm benannt.